# Alachnothorax
Alachnothorax is een geslacht van kevers uit de familie van de loopkevers (Carabidae). De wetenschappelijke naam van het geslacht is voor het eerst geldig gepubliceerd in 1929 door Liebke.

## Soorten
Het geslacht Alachnothorax is monotypisch en omvat slechts de volgende soort:
- Alachnothorax bruchi Liebke, 1929